# Rhön-klassen
Röhn-klassen (Type 704A) er den den tyske flådes tankskibe, og har en kapacitet på 14.169 tons brændstof.
Oprindeligt var skibene bygget til Libyen og var planlagt en civil karriere. Skibene skulle hedde Okene (Rhön) og Okapi (Spessart). Rhön og Spessart er navngivet efter små bjergkæder i Tyskland. Skibene har fået lavet tilbygninger der gør det muligt at gennemføre Replenishment at Sea (RAS), hvilket betyder at de kan kan tanke andre krigsskibe under sejlads, og dermed forblive længere tid til søs.
Det ene skib i kassen; Spessart blev kendt da det blev angrebet af somaliske pirater mens de deltog i den europæiske antipiratoperation Atalanta i Adenbugten. Piraterne blev slået tilbage, og blev senere af andre flådeskibe fanget og tilbageholdt.
Begge skibe høer til støtteeskadren (Trossgeschwader) og Rhön har basehavn i Wilhelmshaven hvorimod Spessart er stationeret i Kiel.
| Pennantnummer | Navn     | Kølen lagt | Søsat            | Indgået            | Udfaset    | Kaldesignal |
| ------------- | -------- | ---------- | ---------------- | ------------------ | ---------- | ----------- |
| A1443         | Rhön     | -          | 23. august 1974  | 23. september 1977 | I tjeneste | DRKM        |
| A1442         | Spessart | -          | 13. februar 1975 | 5. september 1977  | I tjeneste | DRKN        |

Efterfølger: Marinebetriebsstoffversorger Klasse 707 (de)

## Eksterne links
- Shipspotting.com: FGS Spessart (engelsk)
- Navynuts.com: Röhn-klassen (Webside ikke længere tilgængelig) (engelsk)
- Maritime Danmark: Pirater fik sig en grim overraskelse (dansk)